# Darcy Bastos de Souza Monteiro
Darcy Bastos de Souza Monteiro (São Paulo, 4 de maio de 1901 – 1 de julho de 1985) foi um médico brasileiro.
Formado pela Faculdade de Medicina do Rio de Janeiro em 1923, defendendo a tese de doutoramento: “Amputação Plana Imediata nos Grandes Traumatismos dos Membros”. Foi eleito membro da Academia Nacional de Medicina em 1940, sucedendo Eduardo Augusto Moscoso na Cadeira 28, também patrono desta cadeira.